# Chantal Bouloux
Pour les articles homonymes, voir Bouloux.
Chantal Bouloux, née le 23 juin 1961 à Lamballe, est une femme politique française. Suppléante d'Hervé Berville, elle devient députée de la deuxième circonscription des Côtes-d'Armor en 2022, un mois après sa nomination au gouvernement,.

## Biographie
Chantal Bouloux est directrice de l'établissement d'hébergement pour personnes âgées dépendantes (Ehpad) de Pleslin-Trigavou, dans l'intercommunalité de Dinan (Côtes-d'Armor). Elle est aussi membre du conseil d'administration du Centre communal d'action sociale (CCAS) de Dinan.
Elle est élue conseillère municipale de Dinan aux élections municipales de 2020 sur la liste du maire sortant Didier Lechien. Elle est nommée adjointe aux Affaires sociales et à la Santé.
Elle rejoint le groupe Renaissance.